# Manfalut
Manfalūṭ è una città dell'Egitto, situata nel Governatorato di Asyut,La città si trova a 350 km (230 miglia) a sud del Il Cairo Nel 2006 la popolazione era di 82.585 persone.
Di questa cittadina era originario lo scrittore egiziano Muṣṭafā Luṭfī al-Manfalūṭī, assai celebre nella sua epoca.